# Giovanni Battista Guarini
Giovanni Battista Guarini (10. prosince 1538 – 7. října 1612) byl italský básník, dramatik a diplomat. Proslul tragikomedií Věrný pastýř (Il pastor fido) z roku 1585 a úsilím o dokonalost italského jazyka.

## Život
Narodil se v rodině původem veronského humanisty ve Ferraře. Tam byl po ukončení univerzitních studií v Pise, Padově a Ferraře roku 1557 jmenován profesorem literatury (rétoriky a poetiky). Brzy získal slávu jako básník a roku 1567 vstoupil do služeb Alfonsa II. d'Este, který ho povýšil na rytíře a u nějž s přestávkami vydržel 20 let. V roce 1563 patřil k zakládajícím členům italské jazykové akademie Crusca. V roce 1584 poslal Vincenzu Gonzagovi svou komedii La Idropica. V diplomatické službě byl u benátského dóžete Pietra Loredana, krátce pobýval u savojského vévody Karla Emanuela I. Filiberta v Turíně, jemuž dedikoval svou tragikomedii Il pastor fido. V Římě byl u papeže Řehoře XIII. V roce 1597 přišel na dvůr toskánského vévody Ferdinanda I. Medicejského do Florencie. V roce 1602 pobýval u Francesca II. della Rovere v Urbinu a v roce 1607 blahopřál ke zvolení papeži Pavlu V. v Římě.
Jeho dcerou byla slavná zpěvačka Anna Guariniová.

## Dílo

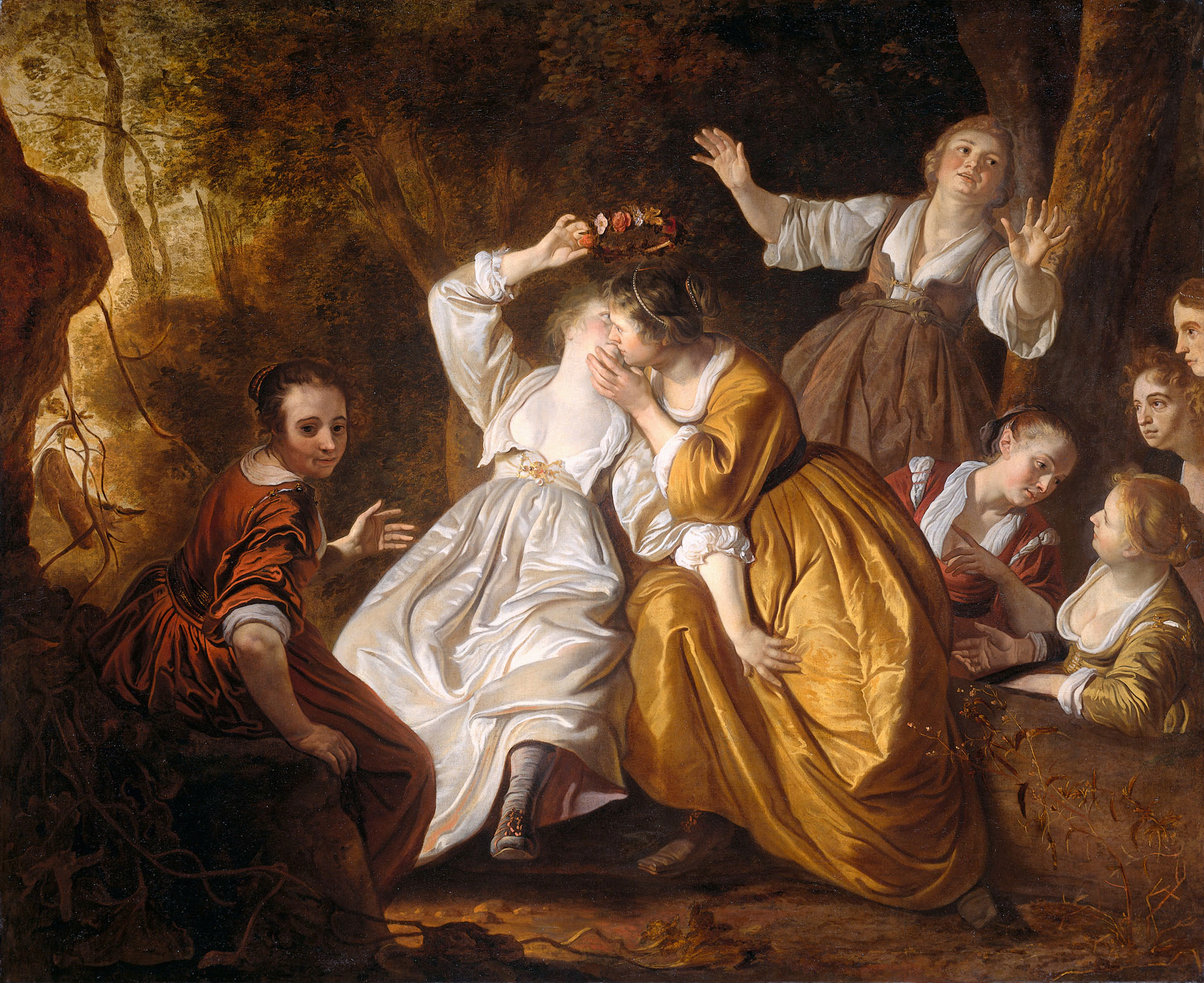
Jacob van Loo: Amarillis korunuje Mirtilla (ilustrace sňatku z tragikomedie Věrný pastýř); 1640–1660

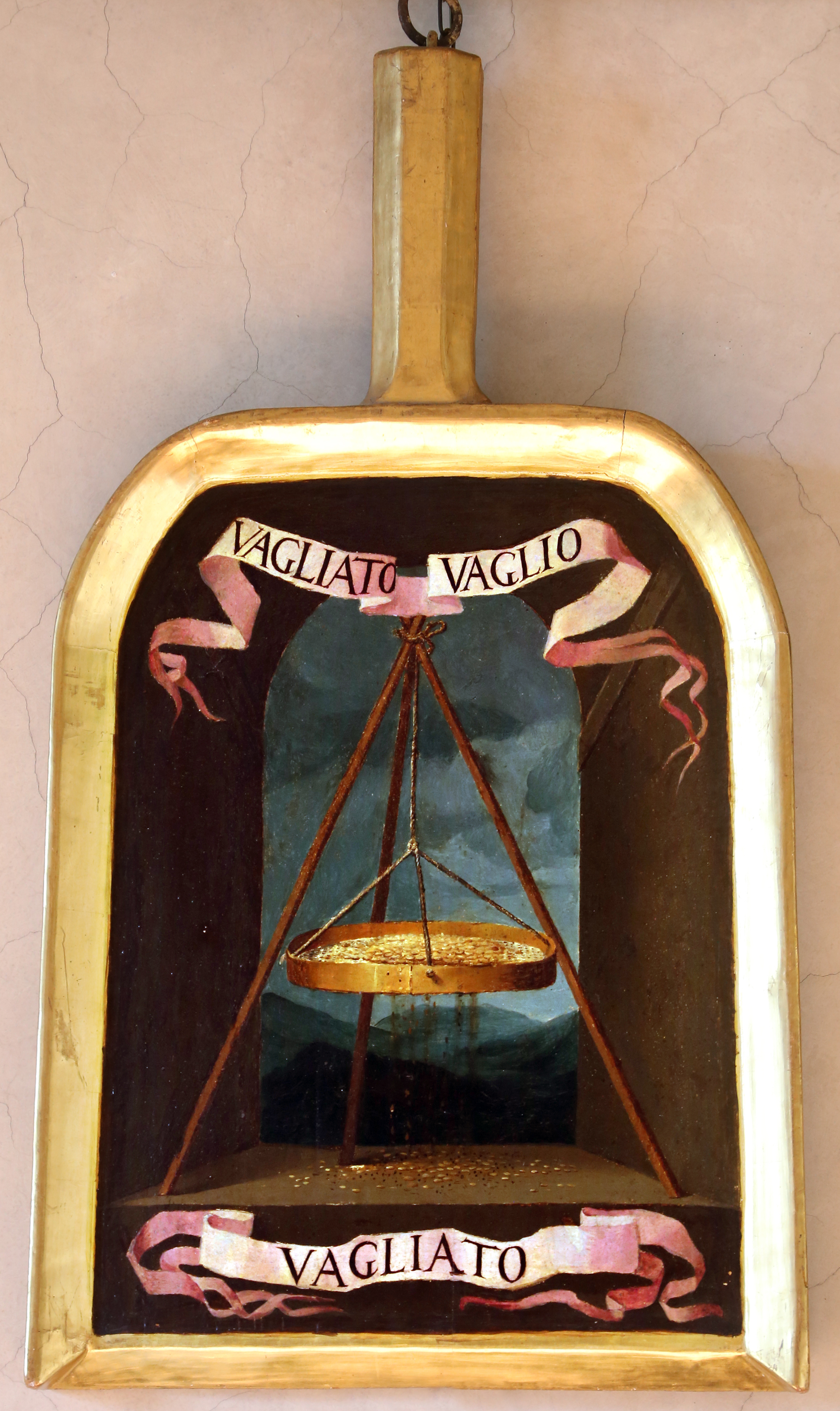
Guariniho členská lopatka Akademie Crusca, kolem 1586

Nejslavnějším Guariniho dílem je pastorální tragikomedie Věrný pastýř (Il pastor fido) z roku 1585, která byla poprvé uvedena u příležitosti sňatku vévody Karla Emanuela I. Savojského s princeznou Kateřinou Michaelou Španělskou v Turíně, kde byl Guarini krátce ve službě. První verze vyšla tiskem v Benátkách roku 1590, pak ji autor několikrát upravil. Dočkala se stovky vydání a byla přeložena do mnoha jazyků. Stala se modelem zjemnělé galantní kultury, jež přetrvala až do konce 18. století. Inspirovala zejména svými milostnými příběhy malíře i hudebníky. Zhudebnil ji například Philippe de Monte a pojmenoval po ní celý svůj sborník skladeb. Jako operu zhudebnil Věrného pastýře Georg Fridrich Händel (HVW 8) a uvedl ji roku 1712 v divadle Queen's v Londýně..
Guariniho básnické dílo bylo rovněž vlivné a jeho texty patřily na přelomu renesance a baroka k nejčastěji zhudebňovaným. Dobrým příkladem jeho díla je madrigal Přijď, velký mučedníku (O come è gran martire) z Třetí knihy madrigalů Claudia Monteverdiho z roku 1592. Inspiraci u Guariniho našel také německý skladatel Heinrich Schütz. Oproti tomu daleko méně hudebníky inspirovaly emotivnější a dramatičtější básně Torquata Tassa, který přišel na Estenský dvůr hned po Guarinim a pokusil se Věrného pastýře napodobit svou L'Amintou.
Psal tak politické traktáty.

## Accademia della Crusca
Accademia della Crusca (zjednodušeně Crusca) byl akademická společnost, založená ve Florencii v roce 1583 skupinou vědců, humanistů a lingvistů, kteří si vzali za úkol pěstovat dokonalý italský jazyk, regulovat ho, puristicky rozšiřovat jeho slovní zásobu a chránit ho před špatnými autory a jejich slovy. V čele akademie stál Bastiano de Rossi, řečený Inferigno, který usiloval "prosévat a třídit slova jako mouku". K tomu účelu měli členové akademie symbolické lopatky na mouku, každý s jiným malovaným emblémem a devisou, vztahujícími se k obilí, zrnu, mouce, výrobkům z nich a proti jejich škůdcům.
Guarini patřil k zakládajícím členům Cruscy. Jeho lopatka má na rubu pořadové číslo 19 a je označená jeho jménem. Je na ní malovaná trojnožka se sítem, moukou a heslo: Prosévám - proseto.